# Rollhockey Club Wimmis
El Rollhockey Club Wimmis és un club d'hoquei sobre patins de Wimmis (Suïssa). Es va fundar el 27 de setembre de 1975. L'any 2000 el club va acollir el Campionat d'Europa.

## Palmarès
- 1 Lliga suïssa (2007)
- 3 Copes suïsses (1988, 1996, 2005)